# Alfred Mouton
Jean Jacques Alfred Alexandre Mouton, pseudonim Alfred (ur. 18 lutego 1829 w Opelousas w Luizjanie, zm. 8 kwietnia 1864 w Mansfield w Luizjanie) – generał armii Konfederatów podczas wojny secesyjnej, został zabity podczas bitwy pod Mansfield. Skończył studia na West Point.